# 제17항공여단 (미국)
제17항공여단(영어: 17th Aviation Brigade)은 1965년부터 2005년까지 존속했었던 미국 육군의 항공 여단이다. 표어는 "Freedom's Eagles→자유의 독수리" 제 1대대는 성남의 서울비행장에 있었으며 표어는 "Flying Dragons"이다. UH-60 블랙호크를 주 기종으로 하였다.

## 역사

### 베트남 전쟁
부대는 최초에 제1항공여단의 하위 부대인 "제17항공단"으로서 전투 서열에 편성되고 냐짱에서 1965년 12월 15일에 창설되었다. 1968년 12월 31일 고유 부대 인식표를 받았다. 이후 여단 본부는 1970년 10월 호아탄현, 1972년 1월 플레이꾸시로 옮겨갔다. 베트남 전쟁이 끝나자, 캘리포니아주 오클랜드로 철수하고 그곳에서 1973년 3월 16일 해산하였다.

### 대한민국
1975년 6월 1일, 제17항공단은 대한민국에서 재소집되었다. 캠프 험프리스에 본부를 두고 주한 미군, 한미연합사령부, 제8군에 대한 군수와 항공 전투 지원을 담당하였다. 장비로는 UH-60 블랙호크, C-12 휴론, CH-47 치누크를 갖추고, 제164항공관제근무단에게서 항공 관제를 받았다.
1987년 12월 16일, 여단으로 증편되었다. 그리고 이듬해 1988년 6월 9일 어깨 소매 인식표(SSI)를 받았다
2004년 5월 15일 오전 2시, 서울특별시 신촌에서 동료들과 존 크리스토퍼 험프리 일병(Pfc. John C.(Christopher) Humphrey, 21세)은 만취한 채로 택시 위에 올라서서 난동을 부렸는데, 존 일병은 자신을 막던 시민의 목에 대검을 휘둘렀다. 그는 한미협정에 따라 대한민국 측으로 신병이 인도되었고 7월 26일에 살인미수죄를 적용하여 구속되었다. 9월 17일 서울중앙지방법원에서 2년 6개월을 선고받았다.
2005년 6월 16일, 제17항공여단 본부가 해산하였다. 이것은 미국 육군의 재편성에 따라 전투항공여단(CAB)을 구성하기 위해서다. 제52항공연대 1 대대 예하 본부, C, D 중대는 알래스카주 포트 웨인라이트로, 제2대대 A 중대는 4월 25일에 포트 후드로 옮겨갔다. 그리고 제1, 6대대의 A중대는 한반도에 그대로 남아 제2대대로 재편었는데. 제2대대를 포함한 한반도에 남는 예하 부대는 제6기병여단에 재배치되었다. 직후, 제6기병여단의 예하 부대는 다시 제2보병사단의 제2전투항공여단에 배치되었다.

## 전투 서열
베트남 전쟁
- 제1(I)군단 (임시), 1965년 12월 – 1966년 7월; 제1(I)군단 항공 대대 (임시)로 증편하였다.
- 제57항공중대 (강습 헬리콥터), 1972년 4월 – 1973년 3월
- 제58항공파견대, 1968년 10월 – 1972년 1월
- 제60항공중대 (강습 헬리콥터), 1972년 1월 – 1973년 3월
- 제129항공중대 (강습 헬리콥터), 1972년 4월 – 1973년 3월
- 제180항공중대 (강습 지원 헬리콥터), 1972년 1월 – 1972년 2월, 1972년 4월 – 1973년 2월; 17 기병 연대, 7 대대로 옮겨갔다.
- 제220항공중대 (감시 경항공기), 1965년 12월 – 1966년 8월; 제1(I)군단 항공 대대로 옮겨갔다.
- 제361항공중대 (항공 무기), 1972년 4월 – 1972년 7월
- 제10기병연대, H 중대, (항공), 1972년 4월 – 1973년 2월; 제17기병연대 7대대 C중대의 도구 전력이었다.
- 제17기병연대 (항공)
  - 제H중대, 1972년 4월 – 1973년 2월; 17기병연대 7대대 B중대의 도구 전력이었다.
  - 제K중대, 1970년 10월 – 1970년 12월; 17기병연대 7대대 D중대의 도구 전력이었다.

주한 미군
- 본부 및 본부 중대 - 캠프 험프리스
- 제52항공연대, 1대대 - 성남 비행장
- 제52항공연대, 2대대 - 캠프 험프리스
- 제164항공관제단 - 용산 기지

## 기록

### 계보
- 1965년 12월 1일, Headquarters and Headquarters Company, 17th Aviation Group
정규군 배정
→제17항공단, 본부 및 본부중대
- 1987년 10월 17일, Headquarters and Headquarters Company, 17th Aviation Brigade
→제17항공여단, 본부 및 본부중대

### 전역
| 스트리머    | 내역 |
| ----------- | --- |
| 베트남 전쟁 | - 방어 - 반격 - 반격, 2(II)단계 - 반격, 3(III)단계 - 구정공세 반격 - 반격, 4(IV)단계 - 반격, 5(V)단계 - 반격, 6(VI)단계 - 1969년 구정공세 반격 - 1969년 여름-가을 - 1970년 여름-봄 - 성소 반격 - 반격, 제7(VII)단계 - 제1(I)차 통합 - 제2(II)차 통합 - 정전 |

### 스트리머
| 스트리머            | 내역            |
| ------------------- | --------------- |
| 용맹십자장과 종려잎 | 1966년 ~ 1967년 |
| 용맹십자장과 종려잎 | 1967년 ~ 1968년 |
| 용맹십자장과 종려잎 | 1968년          |
| 용맹십자장과 종려잎 | 1969년 ~ 1970년 |
| 용맹십자장과 종려잎 | 1970년 ~ 1972년 |

## 참고

### 인용
1. 1 2  “17th Aviation Brigade” (영어). 문장학기관. 2014년 5월 18일에 확인함.
2. ↑  “South Korea Ready to Charge GI in Stabbing” (영어). 폭스 뉴스. 2004년 6월 14일. 2014년 5월 18일에 원본 문서에서 보존된 문서. 2014년 5월 19일에 확인함.
3. ↑  황예랑 (2004년 7월 26일). “흉기난동 험프리 미 일병 구속”. 한겨레. 2014년 5월 18일에 원본 문서에서 보존된 문서. 2014년 5월 18일에 확인함.
4. ↑  고란 (2004년 5월 20일). “난동 미군 살인미수죄 적용”. 중앙일보. 2014년 5월 18일에 원본 문서에서 보존된 문서. 2014년 5월 18일에 확인함.
5. ↑  김하영 (2004년 9월 17일). “'흉기난동' 험프리 일병 징역 2년6월”. 프레시안. 2014년 5월 18일에 원본 문서에서 보존된 문서. 2014년 5월 18일에 확인함.
6. ↑  “주한미군, 제17 항공여단 해체”. 뉴스와이어. 2005년 4월 15일. 2014년 5월 18일에 확인함.
7. ↑  김종원 (2005년 6월 1일). “병력 위주에서 업그레이드 최첨단 장비로”. 국방일보. 2014년 5월 18일에 확인함.[깨진 링크(과거 내용 찾기)]
8. ↑  윤상호 (2005년 4월 15일). “美8군 17항공여단 일부 철수…잔류 전력 2항공여단에 배치”. 동아일보. 2014년 5월 18일에 확인함.
9. ↑  조아미 (2011년 3월 28일). “46+1' 기억하며 … 하나로 뭉친 동맹의 밤`”. 국방일보. 2014년 11월 11일에 원본 문서에서 보존된 문서. 2014년 5월 18일에 확인함. 2005년 미 육군항공 개편 계획에 따라 2항공여단·17항공여단·6기갑항공여단이 탤론여단으로 통합됐다.
10. ↑  Stanton, Shelby (1981). 《Vietnam Order of Battle》. 워싱턴 D.C.: U.S. News Books. 110-111쪽. ISBN 0-89193-700-5.

### 자료
- “Lineage And Honor information: Headquarter and Headquarter Company, 17th Aviation Brigades” (영어). 미국 육군 역사관. 2003년 7월 1일. 2012년 10월 26일에 원본 문서에서 보존된 문서. 2014년 5월 18일에 확인함.
- “17th Aviation Brigades” (영어). GlobalSecurity.org. 2014년 5월 18일에 확인함.